# دارکوب قهوه‌ای گلوسرخ
دارکوب قهوه‌ای گلوسرخ (نام علمی: Jynx ruficollis)، که همچنین به عنوان دارکوب قهوه‌ای گردن‌حنایی یا دارکوب قهوه‌ای سینه‌سرخ شناخته می‌شود، گونه‌ای از دارکوب‌های قهوه‌ای در تیرهٔ دارکوبان است که نزدیک به دارکوب قهوه‌ای اوراسیایی است. سه زیرگونه آن در بیشتر مناطق جنوب صحرای آفریقا در زیستگاه‌های باز با تعدادی درخت ساکن هستند. این پرنده باریک و کشیده حدود ۱۹ سانتیمتر (۷٫۵ اینچ) است در طول، با یک سر کوچک، منقار ظریف، دم بلند به شکل بادبزن و پرهای دیدگریز با طرح‌های پیچیده به رنگ خاکستری و قهوه‌ای. دو جنس شبیه به هم هستند، اگرچه نرها کمی بزرگتر هستند. رژیم غذایی بزرگسالان و جوانان تقریباً به‌طور کامل مورچه‌ها در همهٔ مراحل چرخه زندگی آنها است. ندای چروک گلو قرمز مجموعه‌ای از نت‌های تند و تیز تکراری است. هنگامی که یک پرنده تهدید می‌شود، گردن و سر خود را به شکلی مارمانند می‌پیچد در حالی که صدای خش‌خش، احتمالاً برای جلوگیری از شکارگران ایجاد می‌کند.